# Harald I de Noruega
Harald I de Noruega, conocido como Harald Cabellera Hermosa (en nórdico antiguo: Haraldr Halfdanarson y Haraldr Hárfagri; en noruego: Harald Hårfagre) (c. 850-c. 933), fue rey de Noruega desde 872 hasta 933. Era hijo de Halfdan el Negro y de Ragnhild Sigurdsdatter.
Fue el primer rey de Noruega. A través de conquistas, logró unificar un conjunto de pequeños reinos rivales y extendió su dominio sobre Escocia, las Islas Hébridas, las Órcadas y las Shetland. La persecución que hizo de sus enemigos llevó al poblamiento noruego de Islandia.

## Biografía
Sucedió a su padre Halfdan el Negro en el año 860 como soberano de un conjunto de pequeños territorios en el reino de Vestfold.
En 866, Harald comenzó una serie de conquistas que comprendían el sureste de la actual Noruega y la provincia sueca de Värmland. En 872 logró una gran victoria naval ante sus enemigos en la batalla de Hafrsfjord, cerca de la ciudad de Stavanger y los expulsó de sus tierras. A partir de ese momento unificó Noruega y estableció un sistema de impuestos convirtiéndose en Harald I de Noruega.
Algunos de los noruegos exiliados por Harald Harfagr huyeron hacia el este, hacia las actuales provincias suecas de Jämtland y Hälsingland. Otros se refugiaron en los archipiélagos del Atlántico, pero Harald I los persiguió a las Shetlands, las Órcadas y las Hébridas. Otros se unieron a expediciones vikingas a Escocia, mientras que algunos fueron aún más lejos: en 874, un noruego llamado Ingólfur Arnarson llegó hasta la isla que llamó Islandia (tierra de hielo). Es posible que la isla hubiera recibido algunas visitas anteriores, probablemente de monjes irlandeses que huían de las primeras incursiones vikingas, pero lo cierto es que Islandia estaba deshabitada desde hacía más de setenta años. Los noruegos se convirtieron en sus primeros pobladores estables al fundar la ciudad de Reikiavik. La población de noruegos en Islandia se incrementó por el descontento con los impuestos de Harald, y por la expedición que este realizaría hacia las islas próximas y a Escocia, sometiendo estos territorios a la autoridad noruega y colocando jarls como gobernantes.
El reinado de Harald estuvo marcado por la amenaza constante de sus enemigos. Al final de su vida, comenzaron las disputas entre sus hijos para repartirse el reino, y el monarca gobernaría en los últimos tres años junto a su hijo favorito, Erico Hacha Sangrienta. Murió alrededor de los 83 años de edad. Doce de sus hijos fueron reyes, dos de ellos de toda Noruega.

## La leyenda romántica
Según la tradición, Harald envió emisarios para pedir la mano de Gyda Eiriksdottir, hija del rey Eirik de Hordaland. Gyda rechazó la propuesta, supuestamente porque Harald no contaba con gran poder dentro de Noruega. Ante la negativa, Harald prometió no volverse a cortar la cabellera hasta que reuniese bajo su autoridad toda Noruega. Después de 10 años, logró su cometido y Gyda aceptó el compromiso. Entonces se cortó el pelo en la localidad de Averøy, donde en la actualidad existe un árbol con una cerca de piedra alrededor en recuerdo de ese acontecimiento. Recibió el sobrenombre de el de la hermosa cabellera de parte de su aliado, el jarl Rognvald Eysteinsson. La leyenda parece estar inspirada en historias románticas noruegas de la época de Heimskringla.

### Haralds saga ins hárfagraenHeimskringla
Haralds saga ins hárfagra es uno de los relatos de Heimskringla sobre los reyes noruegos. La saga de Harald es la primera de Heimskringla que ofrece una narrativa histórica más obvia, con Snorri Sturluson perfilando extensamente detalles basados en el trabajo de los escaldos reales. Harald se obliga a una guerra contra muchos reyes locales, derrotando a cada uno de ellos en el campo de batalla, y consiguiendo la corona de Noruega. La colonización de Islandia se inicia bajo su reinado, y el autor incide en la tiránica actitud de Harald, que jugó una parte importante en la historia de la diáspora noruega, abandonando la tierra de sus ancestros para buscar otro emplazamiento más seguro.

## Genealogía
|  |                                    |  |  |  |  |  |  |  |  |  |  |  |  |  |  |  |
|  | 16. Eystein Halfdansson            |  |  |  |  |  |  |  |  |  |  |  |  |  |  |  |
|  |                                    |  |  |  |  |  |  |  |  |  |  |  |  |  |  |  |
|  |                                    |  |  |  |  |  |  |  |  |  |  |  |  |  |  |  |
|  | 8. Halfdan el Amable               |  |  |  |  |  |  |  |  |  |  |  |  |  |  |  |
|  |                                    |  |  |  |  |  |  |  |  |  |  |  |  |  |  |  |
|  |                                    |  |  |  |  |  |  |  |  |  |  |  |  |  |  |  |
|  | 17. Hild Eiriksdotter de Vestfold  |  |  |  |  |  |  |  |  |  |  |  |  |  |  |  |
|  |                                    |  |  |  |  |  |  |  |  |  |  |  |  |  |  |  |
|  |                                    |  |  |  |  |  |  |  |  |  |  |  |  |  |  |  |
|  | 4. Gudrød el Cazador               |  |  |  |  |  |  |  |  |  |  |  |  |  |  |  |
|  |                                    |  |  |  |  |  |  |  |  |  |  |  |  |  |  |  |
|  |                                    |  |  |  |  |  |  |  |  |  |  |  |  |  |  |  |
|  | 18. Dag de Vestmar                 |  |  |  |  |  |  |  |  |  |  |  |  |  |  |  |
|  |                                    |  |  |  |  |  |  |  |  |  |  |  |  |  |  |  |
|  |                                    |  |  |  |  |  |  |  |  |  |  |  |  |  |  |  |
|  | 9. Liv Dagsdotter                  |  |  |  |  |  |  |  |  |  |  |  |  |  |  |  |
|  |                                    |  |  |  |  |  |  |  |  |  |  |  |  |  |  |  |
|  |                                    |  |  |  |  |  |  |  |  |  |  |  |  |  |  |  |
|  | 2. Halfdan el Negro                |  |  |  |  |  |  |  |  |  |  |  |  |  |  |  |
|  |                                    |  |  |  |  |  |  |  |  |  |  |  |  |  |  |  |
|  |                                    |  |  |  |  |  |  |  |  |  |  |  |  |  |  |  |
|  | 10. Harald Granraude               |  |  |  |  |  |  |  |  |  |  |  |  |  |  |  |
|  |                                    |  |  |  |  |  |  |  |  |  |  |  |  |  |  |  |
|  |                                    |  |  |  |  |  |  |  |  |  |  |  |  |  |  |  |
|  | 5. Åsa Haraldsdottir de Agder      |  |  |  |  |  |  |  |  |  |  |  |  |  |  |  |
|  |                                    |  |  |  |  |  |  |  |  |  |  |  |  |  |  |  |
|  |                                    |  |  |  |  |  |  |  |  |  |  |  |  |  |  |  |
|  | 22. Ragnvald Sigurdsson            |  |  |  |  |  |  |  |  |  |  |  |  |  |  |  |
|  |                                    |  |  |  |  |  |  |  |  |  |  |  |  |  |  |  |
|  |                                    |  |  |  |  |  |  |  |  |  |  |  |  |  |  |  |
|  | 11. Gunnhild Ragnvaldsdotter       |  |  |  |  |  |  |  |  |  |  |  |  |  |  |  |
|  |                                    |  |  |  |  |  |  |  |  |  |  |  |  |  |  |  |
|  |                                    |  |  |  |  |  |  |  |  |  |  |  |  |  |  |  |
|  | 1. Harald I de Noruega             |  |  |  |  |  |  |  |  |  |  |  |  |  |  |  |
|  |                                    |  |  |  |  |  |  |  |  |  |  |  |  |  |  |  |
|  |                                    |  |  |  |  |  |  |  |  |  |  |  |  |  |  |  |
|  | 12. Helgi el Temerario             |  |  |  |  |  |  |  |  |  |  |  |  |  |  |  |
|  |                                    |  |  |  |  |  |  |  |  |  |  |  |  |  |  |  |
|  |                                    |  |  |  |  |  |  |  |  |  |  |  |  |  |  |  |
|  | 6. Sigurd Hart                     |  |  |  |  |  |  |  |  |  |  |  |  |  |  |  |
|  |                                    |  |  |  |  |  |  |  |  |  |  |  |  |  |  |  |
|  |                                    |  |  |  |  |  |  |  |  |  |  |  |  |  |  |  |
|  | 26. Sigurd Ragnarsson              |  |  |  |  |  |  |  |  |  |  |  |  |  |  |  |
|  |                                    |  |  |  |  |  |  |  |  |  |  |  |  |  |  |  |
|  |                                    |  |  |  |  |  |  |  |  |  |  |  |  |  |  |  |
|  | 13. Aslaug Sigurdsdotter           |  |  |  |  |  |  |  |  |  |  |  |  |  |  |  |
|  |                                    |  |  |  |  |  |  |  |  |  |  |  |  |  |  |  |
|  |                                    |  |  |  |  |  |  |  |  |  |  |  |  |  |  |  |
|  | 27. Blaeja de Northumbria          |  |  |  |  |  |  |  |  |  |  |  |  |  |  |  |
|  |                                    |  |  |  |  |  |  |  |  |  |  |  |  |  |  |  |
|  |                                    |  |  |  |  |  |  |  |  |  |  |  |  |  |  |  |
|  | 3. Ragnhild Sigurdsdatter          |  |  |  |  |  |  |  |  |  |  |  |  |  |  |  |
|  |                                    |  |  |  |  |  |  |  |  |  |  |  |  |  |  |  |
|  |                                    |  |  |  |  |  |  |  |  |  |  |  |  |  |  |  |
|  | 28. Halfdan                        |  |  |  |  |  |  |  |  |  |  |  |  |  |  |  |
|  |                                    |  |  |  |  |  |  |  |  |  |  |  |  |  |  |  |
|  |                                    |  |  |  |  |  |  |  |  |  |  |  |  |  |  |  |
|  | 14. Harald Klak                    |  |  |  |  |  |  |  |  |  |  |  |  |  |  |  |
|  |                                    |  |  |  |  |  |  |  |  |  |  |  |  |  |  |  |
|  |                                    |  |  |  |  |  |  |  |  |  |  |  |  |  |  |  |
|  | 7. Ingeborg o Thorny Haraldsdotter |  |  |  |  |  |  |  |  |  |  |  |  |  |  |  |
|  |                                    |  |  |  |  |  |  |  |  |  |  |  |  |  |  |  |
|  |                                    |  |  |  |  |  |  |  |  |  |  |  |  |  |  |  |

## Familia
Hijos con Åsa Håkonsdatter, hija de Håkon Grjotgardsson (c. 820-870), jarl de Lade: 
- Guttorm Haraldsson, rey de Ranrike
- Halfdan Haraldsson el Blanco, rey de Trondheim
- Halfdan Haraldsson el Negro, rey de Trondheim
- Sigrød Haraldsson, rey de Trondheim

Hijos con Gyda Eiriksdottir hija de Eirik de Hordaland:
- Ålov (Årbot) Haraldsdotter
- Rørek Haraldsson
- Sigtrygg Haraldsson
- Frode Haraldsson
- Torgils Haraldsson

Hijos con Ragnhild Eriksdatter de Jutlandia:
- Erico Hacha Sangrienta, rey de Noruega. Erik fue padre de Harald II.

Hijos con Svanhild Øysteinsdotter, hija del jarl Eysteinn: 
- Bjørn Farmann
- Olaf Haraldsson Geirstadalf
- Ragnar Rykkel

Hijos con Ashild Ringsdatter, hija de Ring Dagsson de Ringerike: 
- Ring Haraldsson
- Dag Haraldsson
- Gudrød Skirja
- Ingegerd Haraldsdatter

Hijos con Snøfrid Svåsedotter, hija de Svåse el Finés: 
- Halvdan Hålegg
- Gudrød Ljome
- Sigurd Rise
- Ragnvald Rettilbeine

Hijos con Tora Mosterstong, su sirvienta:
- Ulfljotr Haraldsson
- Haakon el Bueno, rey de Noruega.

## En la ficción
El rol del rey Harald ha sido interpretado por:

### Serie de televisión
| Año         | Título  | Actor         |
| ----------- | ------- | ------------- |
| 2016 - 2020 | Vikings | Peter Franzén |

### Videojuegos
| Año  | Título                    | Voz               |
| ---- | ------------------------- | ----------------- |
| 2020 | Assassin's Creed Valhalla | Aron Már Ólafsson |